# Ariel (měsíc)
Ariel je jeden z největších měsíců planety Uran. Byl objeven Williamem Lassellem 24. října 1851. Podrobnější průzkum a snímky měsíce pořídila sonda Voyager 2 v lednu 1986, kdy proletěla 127 000 km od měsíce.

## Charakteristika
Je jedním ze čtyř největších Uranových měsíců (společně s měsíci Oberon, Umbriel a Titania). Od planety je vzdálen 191 020 kilometrů. Jeho průměr je 1 155,4 km a hmotnost cca 1,35 × 1021 kg, oběžná doba je 2,5204 dne.
Podobně jako ostatní Uranovy měsíce nese Ariel své jméno podle jedné z postav díla Williama Shakespeara, konkrétně podle postavy ducha z dramatu Bouře.
Ariel se skládá z 50 % z vodního ledu, z 30 % z hornin a 20 % připadá na metanový led. Na povrchu dominují pruhy, které vypadají jako čerstvá námraza. Tento měsíc má nejsvětlejší povrch ze všech zblízka fotografovaných měsíců planety Uran. Nevyskytují se tu krátery s průměrem větším než 50 km. Zdá se, že v minulosti probíhala na měsíci bouřlivá geologická aktivita, která zanechala stopy v podobě zlomových kaňonů, zaplavených v mnoha případech vodou z nitra měsíce. V místech, kde se kaňony přetínají, je možné pozorovat hladký povrch, pravděpodobně vyplněný ledem.